# Lista de vírus
Esta lista de vírus reúne alguns grupos, ordens, famílias, gêneros e espécies de vírus conhecidos, em ordem alfabética.
Atualmente, existem cerca de 3.600 espécies (mas se estima que haja mais ou menos 500.000 espécies, e podem, no futuro ser mais, porque são mutagênicos, ou seja, se transformam.

## A

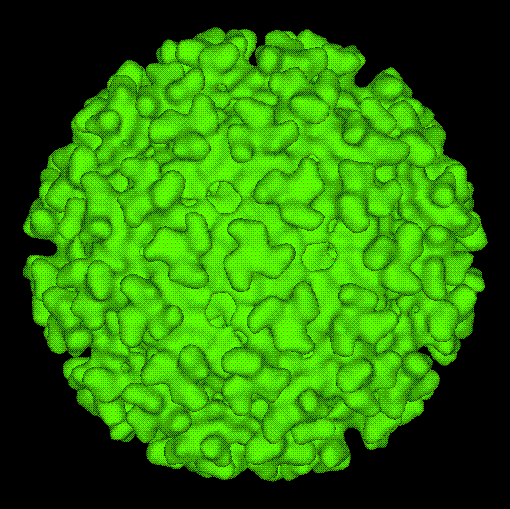
Alphavirus

- Acanthamoeba polyphaga mimivirus (espécie)
- Adenoviridae (família)
- Alloherpesviridae (família)
- Alphabaculovirus (gênero)
- Alphaflexiviridae (família)
- Alphatorquevirus (gênero)
- Alphavirus (gênero)
- Anelloviridae (família)
- Aphtovirus epizooticae (espécie)
- Arararae (família)
- Arenavírus (gênero)
- Arteriviridae (família)
- Ascoviridae (família)
- Asfarviridae (família)
- Astroviridae (família)

## B

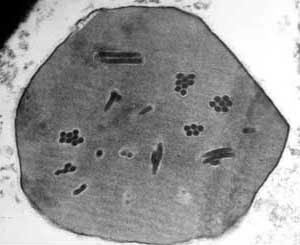
Baculoviridae

- Baculoviridae (família)
- Barnaviridae (família)
- Betabaculovirus (gênero)
- Betaflexiviridae (família)
- Bicaudaviridae (família)
- Birnaviridae (família)
- Bocavirus (gênero)
- Bornaviridae (família)
- Bromoviridae (família)
- Bunyaviridae (família)

## C
- Caliciviridae (família)
- Caudovirales (ordem)
- Caulimoviridae (família)
- Chapare arenavírus (espécie)
- Chrysoviridae (família)
- Circoviridae (família)
- Closteroviridae (família)
- Comoviridae (família)
- Coronavirus (gênero)

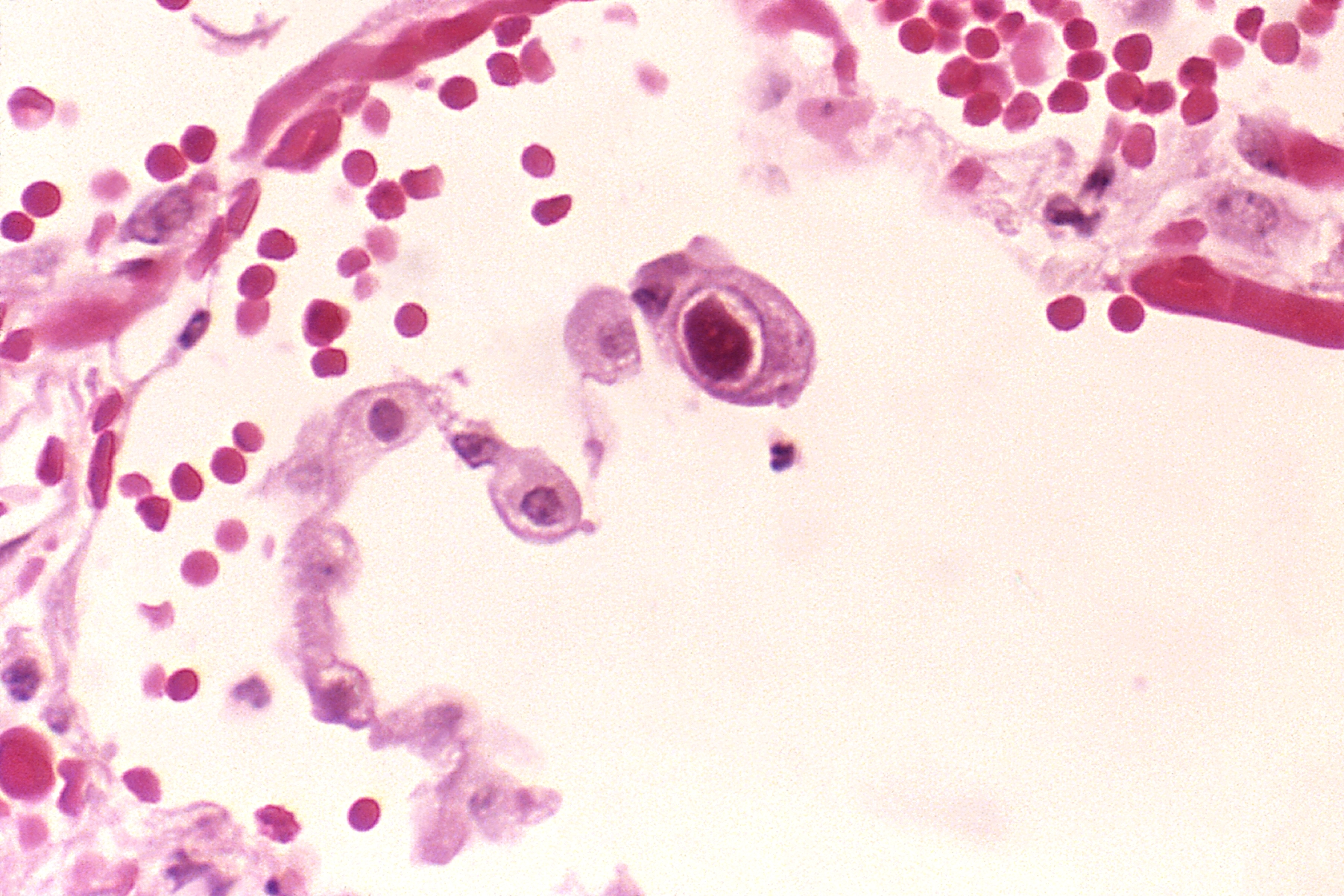
Cytomegalovirus

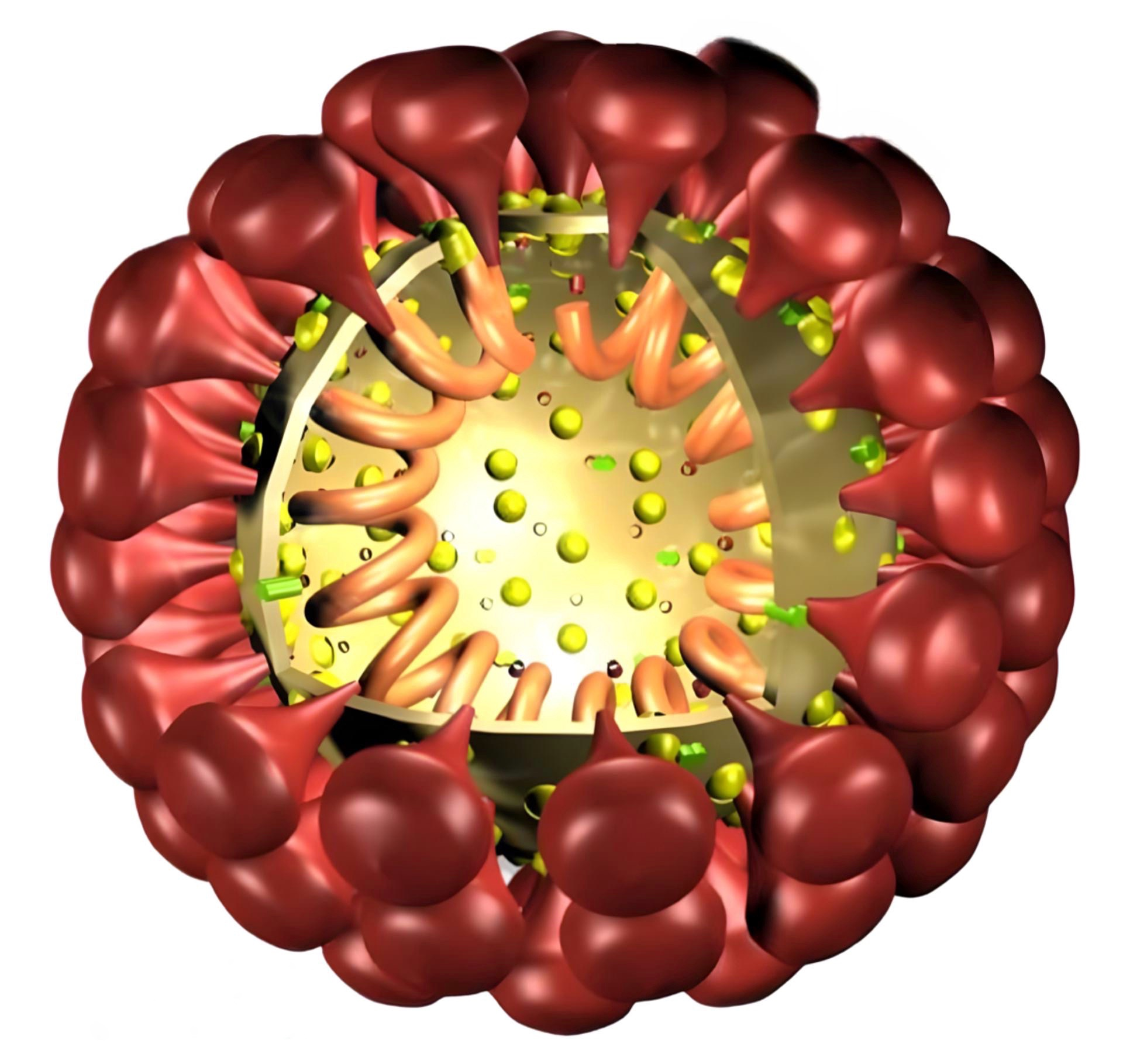
Coronavirus

- Coronavírus da síndrome respiratória aguda grave 2
- Corticoviridae (família)
- Coxsackievirus (espécie)
- Cystoviridae (família)
- Cytomegalovirus (gênero)

## D
- Deltabaculovirus (gênero)
- Dicistroviridae (família)

## E

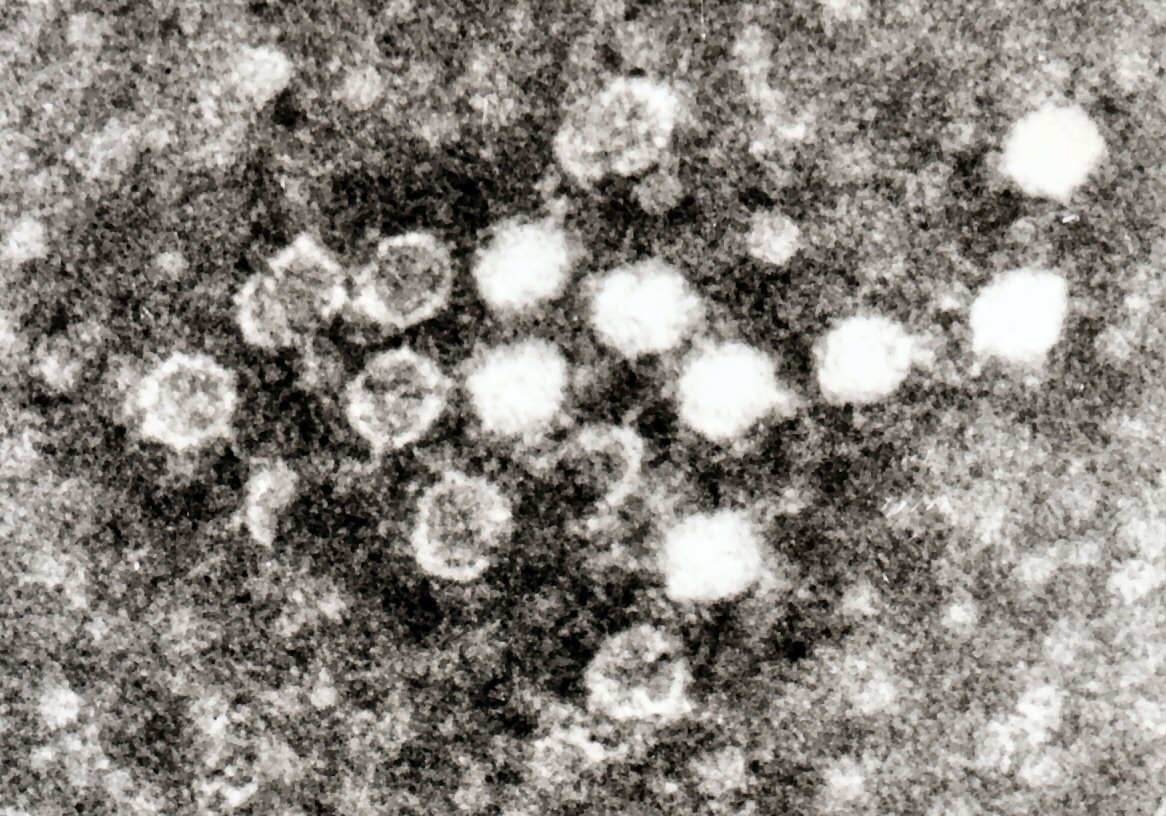
Erythrovirus humano B19

- Ebolavirus (gênero)
- Echovirus (espécie)
- Endornaviridae (família)
- Enterovírus (gênero)
- Enterovírus 71 (espécie)
- Enterovirus C (espécie)
- Erythrovirus humano B19 (espécie)

## F

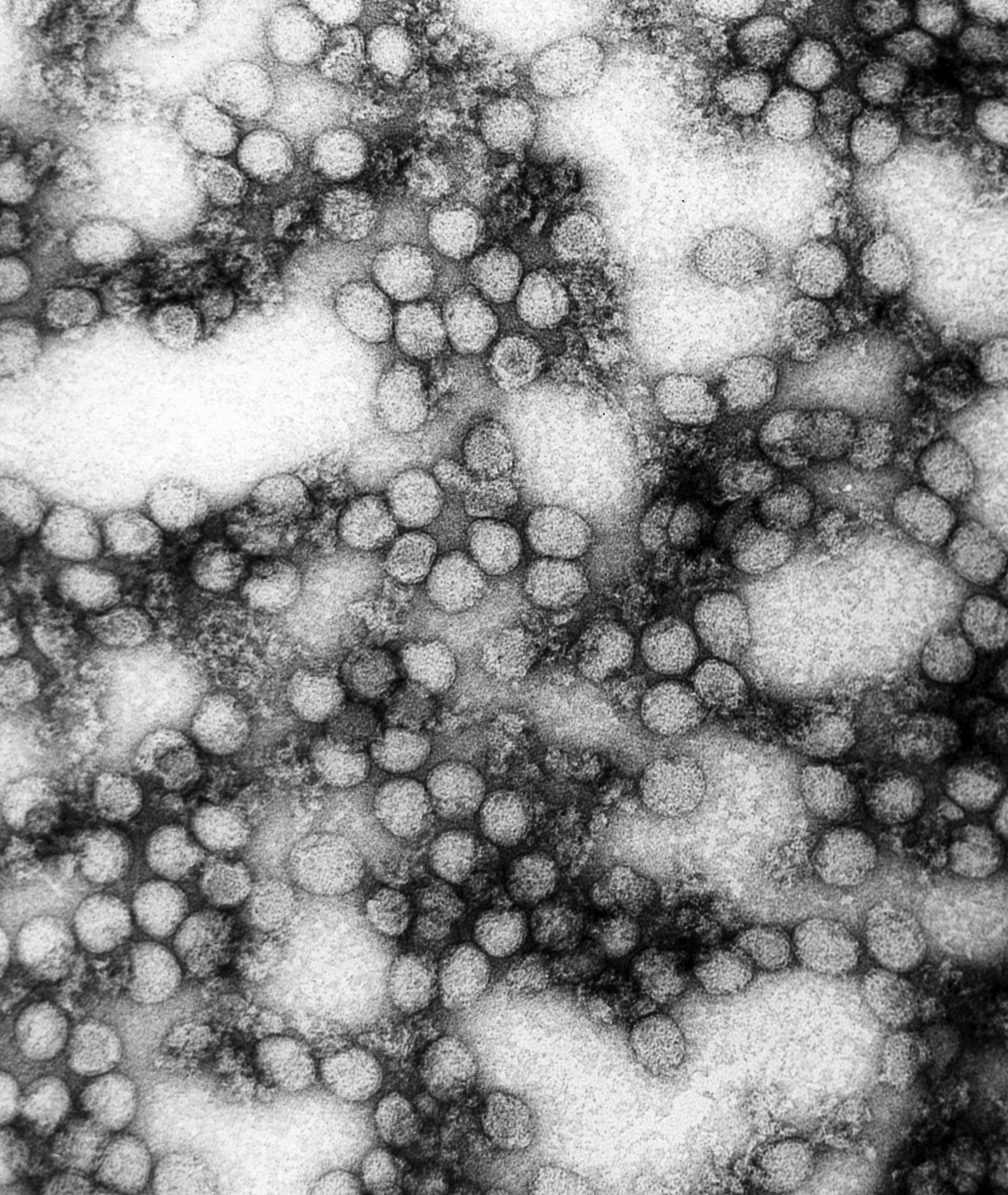
Flavivirus

- Filoviridae (família)
- Flaviviridae (família)
- Flavivirus (gênero)
- Fuselloviridae (família)

## G
- Gammabaculovirus (gênero)
- Gammaflexiviridae (família)
- Geminiviridae (família)
- Globuloviridae (família)
- Guttaviridae (família)

## H

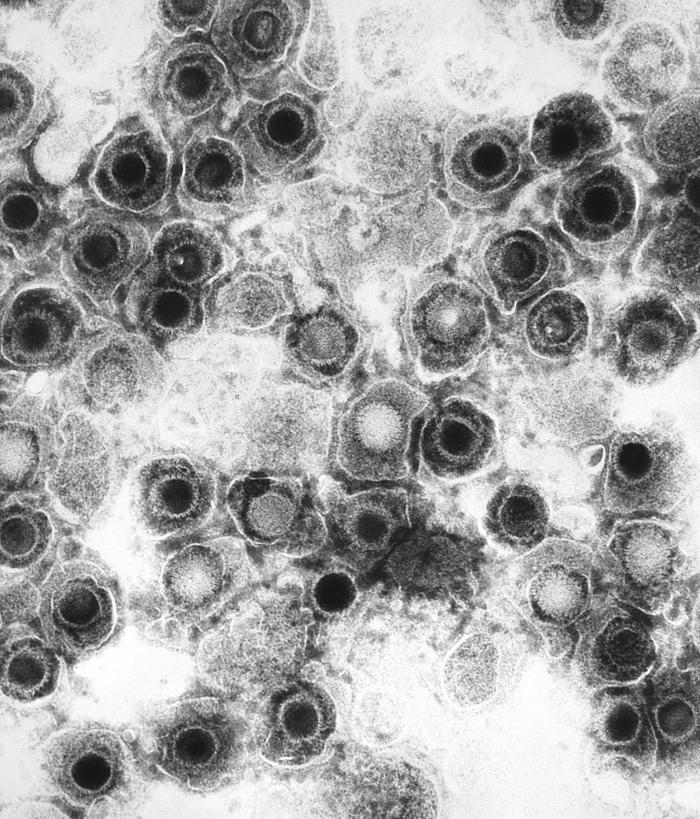
Herpes simplex virus

- Hantavirus (gênero)
- Henipavirus
- Hepadnaviridae (família)
- Hepatitis A virus (espécie)
- Hepatitis B virus (espécie)
- Hepatitis C virus (espécie)
- Hepatitis D virus (espécie)
- Hepeviridae (família)
- Herpes simplex virus (espécie)
- Herpesvirus bovis (espécie)
- Herpesvirales (ordem)
- Herpesviridae (família)
- Human herpesvirus 3 (espécie)
- Human herpesvirus 4 (espécie)
- Human herpesvirus 6 (espécie)
- Hypoviridae (família)

## I
- Iflaviridae (família)
- Influenzavírus A (gênero)

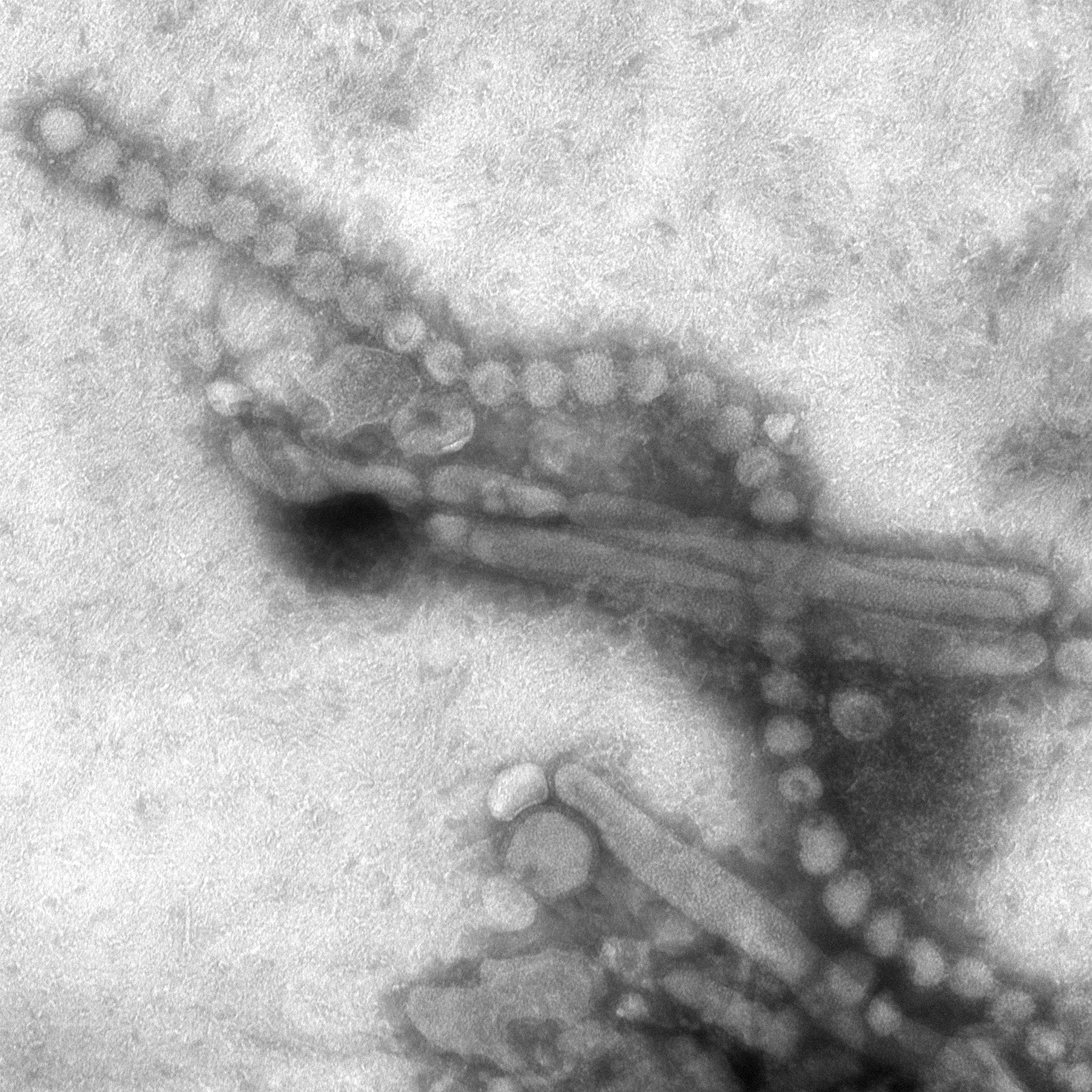
Influenza A subtipo H7N9

- Influenza A subtipo H1N1 (espécie)
- Influenza A subtipo H1N2 (espécie)
- Influenza A subtipo H3N8 (espécie)
- Influenza A subtipo H5N1 (espécie)
- Influenza A subtipo H7N7 (espécie)
- Influenza A subtipo H7N9 (espécie)
- Influenza A subtipo H9N2 (espécie)
- Influenzavírus B (gênero)
- Influenzavírus C (gênero)
- Inoviridae (família)
- Iridoviridae (família)

## L

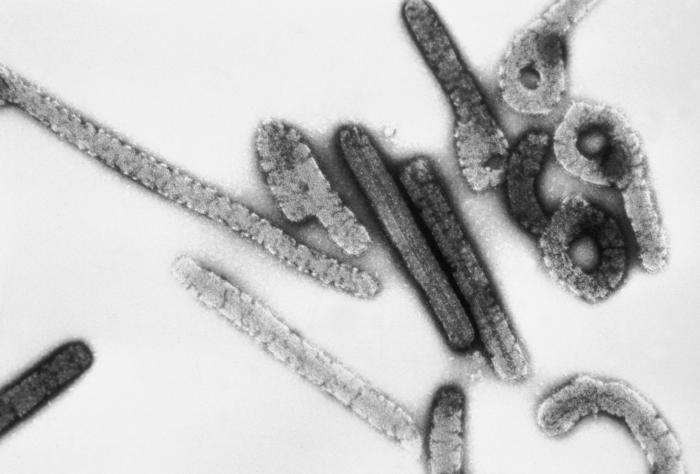
Lake Victoria marburgvirus

- Lake Victoria marburgvirus (espécie)
- Lassa virus (espécie)
- Lentivirus (gênero)
- Leucemia felina (espécie)
- Leviviridae (família)
- Lipothrixviridae (família)
- Luteoviridae (família)

## M

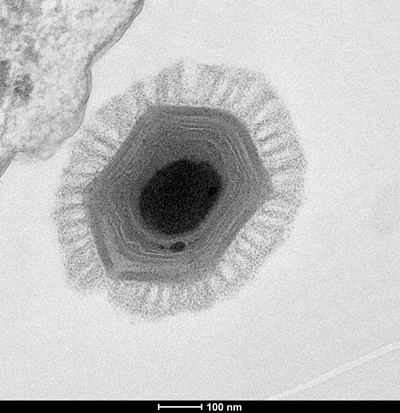
Megavirus chilensis

- Malacoherpesviridae (família)
- Marnaviridae (família)
- Marseillevirus (gênero)
- Measles virus (espécie)
- Megavirus chilensis (espécie)
- Metaviridae (família)
- Microviridae (família)
- Mononegavirales (ordem)
- Myoviridae (família)

## N

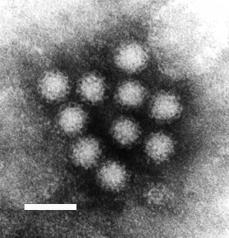
Norovirus

- Nanoviridae (família)
- Narnaviridae (família)
- Nidovirales (ordem)
- Nimaviridae (família)
- Nodaviridae (família)
- Norovirus (gênero)

## O
- Ophioviridae (família)
- Orbivirus (gênero)
- Orthomyxoviridae (família)
- Orthopoxvirus (gênero)

## P

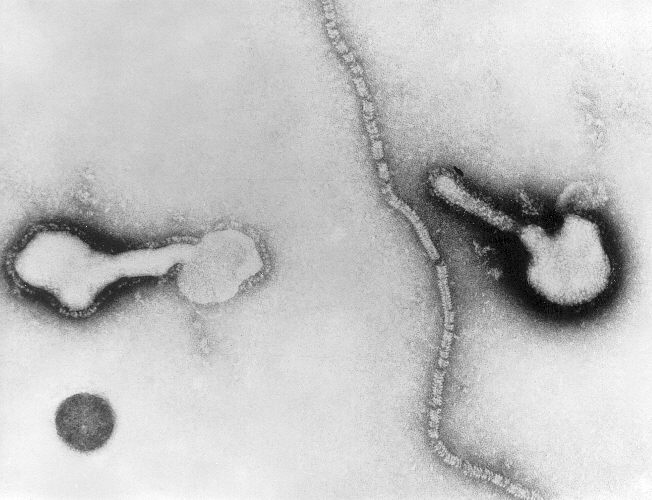
Parainfluenza

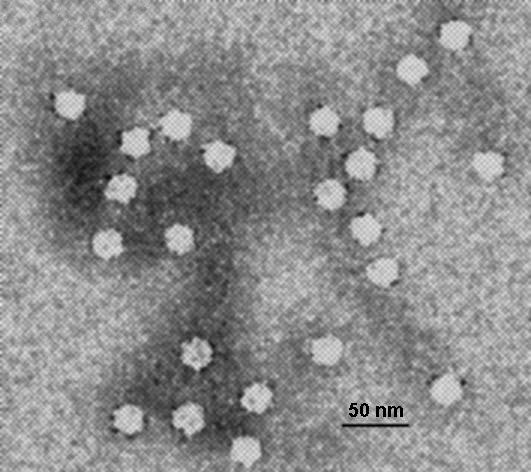
Parvovirus

- Papillomaviridae (família)
- Papilloma virus (espécie)
- Pandoravírus (gênero)
- Parainfluenza (gênero)
- Paramyxoviridae (família)
- Paraná virus (espécie)
- Parapoxvírus (gênero)
- Partitiviridae (família)
- Parvoviridae (família)
- Parvovirus (gênero)
- Phycodnaviridae (família)
- Picobirnaviridae (família)
- Picornavirales (ordem)
- Picornaviridae (família)
- Plasmaviridae (família)
- Pneumovirus (gênero)
- Podoviridae (família)
- Polydnaviridae (família)
- Polyomaviridae (família)
- Polyomavirus JC (espécie)
- Potyviridae (família)
- Poxviridae (família)
- Pseudoviridae (família)

## R

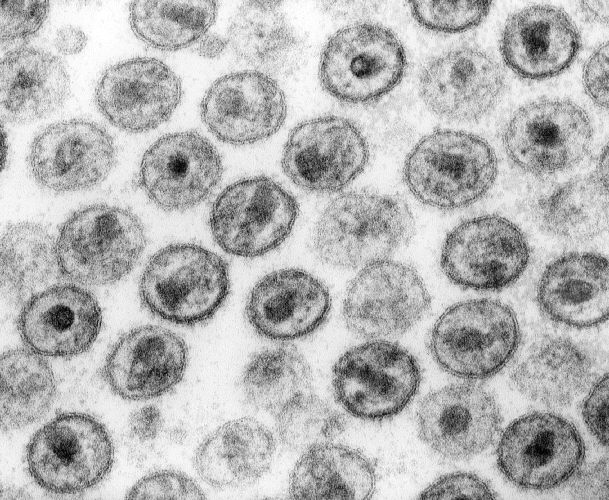
Retroviridae

- Rabies virus (espécie)
- Reoviridae (família)
- Retroviridae (família)
- Rhabdoviridae (família)
- Rinovirus (gênero)
- Roniviridae (família)
- Rotavirus (gênero)
- Rubella virus (espécie)
- Rudiviridae (família)

## S
- Sabiá virus (espécie)
- Secoviridae (família)

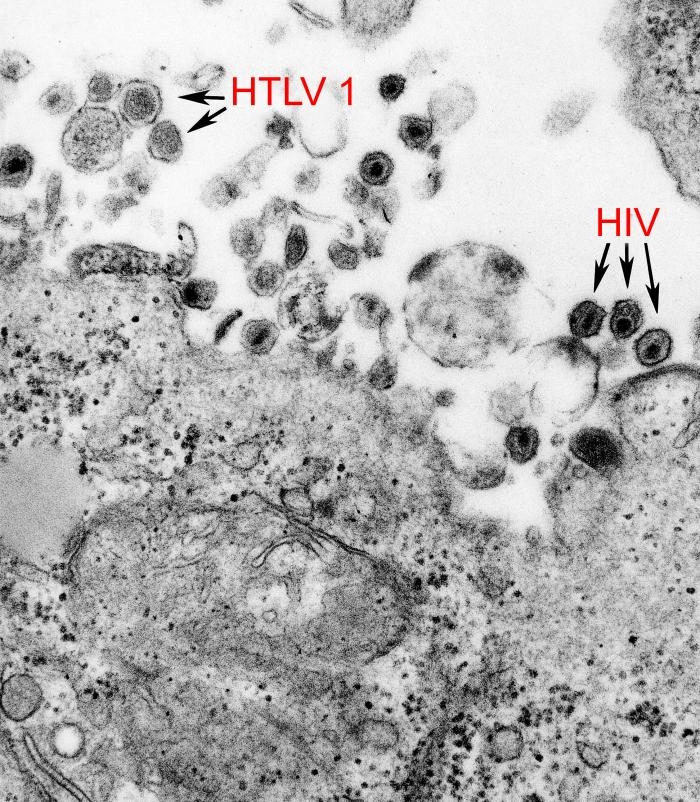
Simian T-lymphotropic virus

- Simian T-lymphotropic virus (espécie)
- Simian virus 40 (espécie)
- Sin Nombre virus (espécie)
- Siphoviridae (família)

## T
- Tectiviridae (família)
- Tetraviridae (família)
- Togaviridae (família)
- Tombusviridae (família)
- Totiviridae (família)
- Tymovirales (ordem)
- Tymoviridae (família)

## V
- Vaccinia virus (espécie)

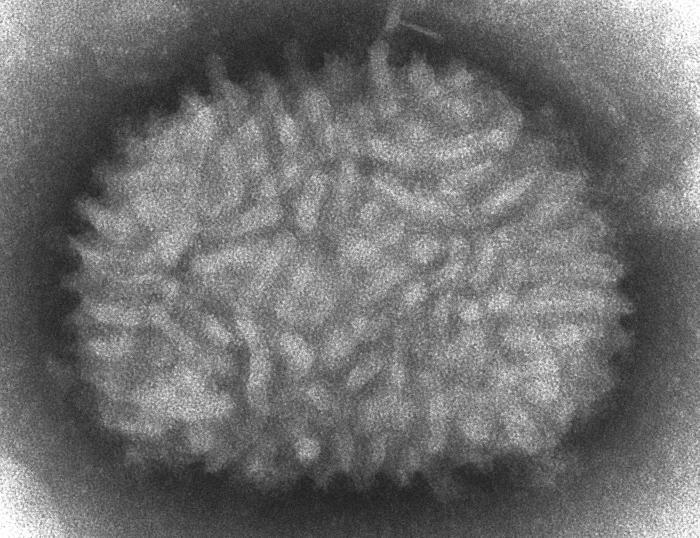
Vaccinia virus

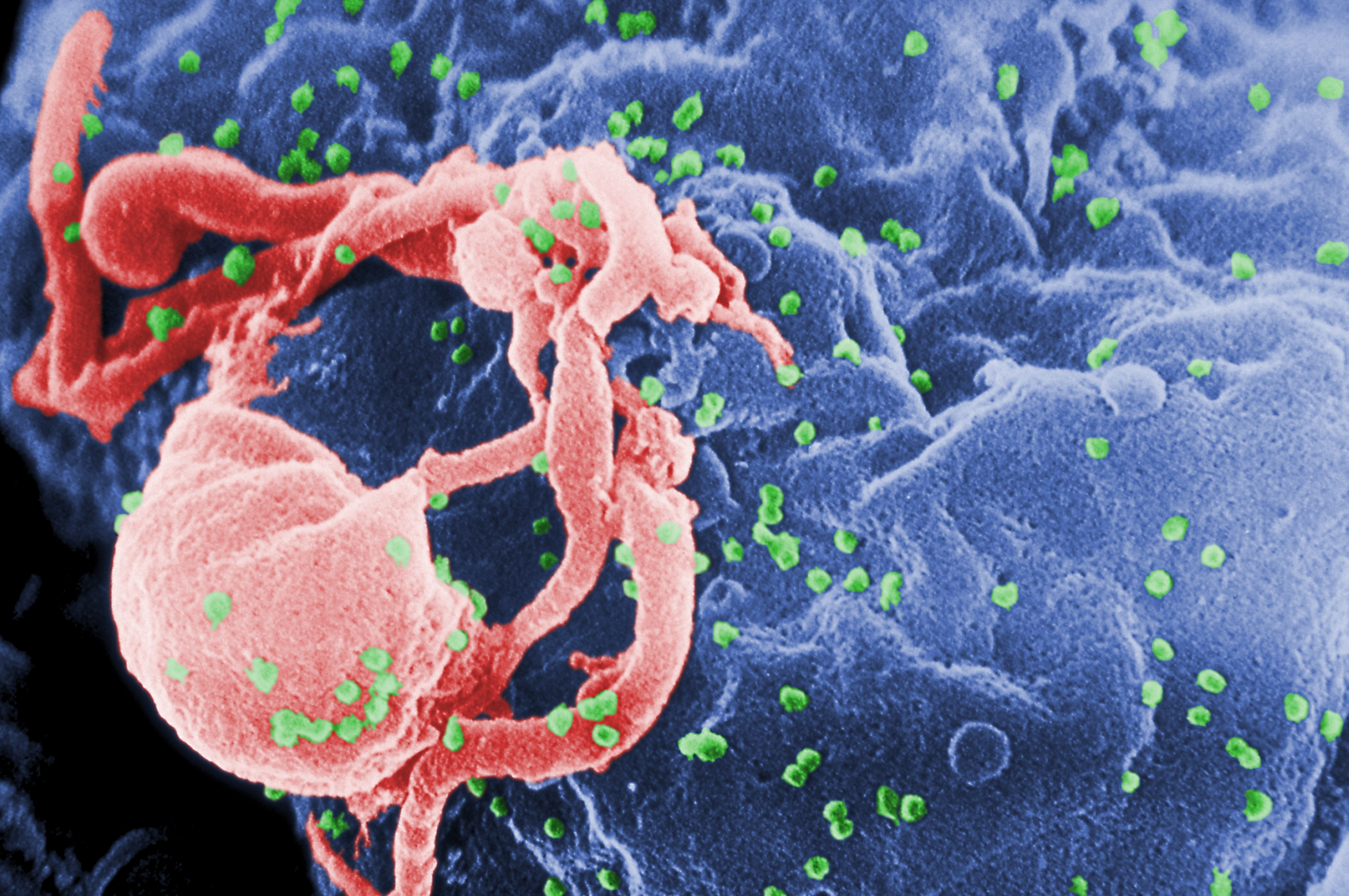
Vírus da imunodeficiência humana

- Vesicular stomatitis Indiana virus (espécie)
- Virgaviridae (família)
- Vírus (+)ssRNA (grupo)
- Vírus (-)ssRNA (grupo)
- Vírus BK (espécie)
- Vírus da Febre Amarela (espécie)
- Vírus da imunodeficiência humana (espécie)
- Vírus da imunodeficiência símia (espécie)
- Vírus da mixomatose (espécie)
- Vírus da parotidite (espécie)
- Virus dengue (espécie)
- Vírus do mosaico do tabaco (espécie)
- Vírus do Nilo Ocidental (espécie)
- Vírus dsDNA (grupo)
- Vírus dsDNA-RT (grupo)
- Vírus dsRNA (grupo)
- Vírus Sendai (espécie)
- Vírus ssDNA (grupo)
- Vírus ssRNA-RT (grupo)

## Z
- Zika virus (espécie)